# 가수분해

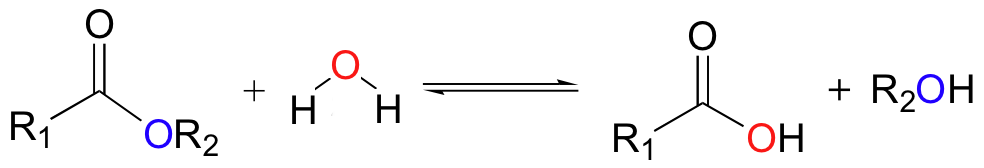
일반적인 가수분해 반응. (양방향 수율 기호는 가수분해와 축합 반응이 가역적인 화학 평형을 나타낸다.)

가수분해(加水分解, hydrolysis)는 물 분자가 하나 이상의 화학 결합을 끊는 화학 반응이다. 이 용어는 물이 친핵체로 작용하는 치환 반응과 제거 반응에 널리 사용된다.
생물학적 가수분해는 더 큰 분자를 구성 요소로 분리하는 데 물 분자가 소비되는 생체분자의 분해이다. 탄수화물이 가수분해를 통해 구성 설탕 분자로 분해될 때(예: 수크로스가 포도당과 과당으로 분해됨), 이를 당화라고 한다.
가수분해 반응은 두 분자가 더 큰 분자로 결합하여 물 분자를 배출하는 축합 반응의 역반응일 수 있다. 따라서 가수분해는 물을 첨가하여 분자를 분해하는 반면, 축합은 물을 제거하여 분자를 결합시킨다.

## 유형
가수분해는 물질에 물 분자가 첨가되어 물질과 물 분자 모두가 두 부분으로 분해되는 화학 과정이다. 이러한 반응에서 화학 결합이 끊어지며, 대상 분자(또는 모분자)의 한 조각은 수소 이온을 얻고 다른 조각은 수산화물을 얻는다. 생체계에서 대부분의 생화학 반응(ATP 가수분해 포함)은 효소의 촉매 작용 중에 일어난다. 효소의 촉매 작용은 단백질, 지방, 오일 및 탄수화물의 가수분해를 가능하게 한다.

### 에스터 및 아마이드
에스터 및 아마이드 가수분해는 물이 친핵체(핵을 찾는 물질, 예: 물 또는 수산화 이온)로 작용하여 에스터 또는 아마이드의 카보닐기의 탄소를 공격하는 친핵성 아실 치환을 통해 일어난다. 산성 조건에서 카보닐기는 양성자화를 통해 활성화되어 물에 의한 직접적인 친핵성 공격을 허용한다. 수성 염기에서 수산화 이온은 산소에 국부적으로 음전하가 있기 때문에 물과 같은 극성 분자보다 더 좋은 친핵체이며 따라서 카보닐기를 직접 공격한다.
가수분해되면 에스터는 카복실산과 알코올로 전환되고, 아마이드는 카복실산과 아민 또는 암모니아로 전환된다(산 존재 시 암모늄 염으로 즉시 전환됨). 카복실산의 두 산소기 중 하나는 물 분자에서 유래하며 아민/암모니아 또는 알코올은 수소 이온을 얻는다.
가장 오래된 상업적으로 행해진 에스터 가수분해의 예는 비누화(비누 형성)이다. 이는 수산화 나트륨(NaOH)과 같은 수성 염기를 이용한 트라이글리세라이드(지방)의 가수분해이다. 이 과정에서 글리세롤이 형성되고, 지방산은 염기와 반응하여 염으로 전환된다. 이 염들을 비누라고 부르며, 가정에서 흔히 사용된다. 생물학적 조건에서 이 반응은 지방의 소화를 위해 라이페이스에 의해 촉매되며, 오일-물 경계면에 흡착될 때 작용한다. 다른 에스터레이스는 물에서 작용하며 다양한 생물학적 기능을 수행한다.
아마이드 가수분해의 주요 생물학적 적용은 단백질을 아미노산으로 소화시키는 것이다. 단백질의 펩타이드 결합을 가수분해하여 소화를 돕는 효소인 단백질분해효소는 펩타이드 사슬의 펩타이드 결합 가수분해를 촉매하여, 2~6개의 아미노산 길이의 폴리펩타이드 조각을 방출한다. 이 조각들은 췌장에서 분비되는 카복시펩티데이스를 통해 단일 아미노산으로 분해된다.

그러나 단백질분해효소는 모든 종류의 단백질 가수분해를 촉매하지는 않는다. 그들의 작용은 입체 선택적이다. 즉, 특정 3차 구조를 가진 단백질만이 표적이 되는데, 이는 아마이드 그룹을 촉매 작용에 적합한 위치에 놓기 위한 일종의 방향성 힘이 필요하기 때문이다. 효소와 기질(단백질) 사이의 필요한 접촉은 효소가 기질이 들어갈 수 있는 틈을 형성하도록 접히기 때문에 생성된다. 이 틈에는 촉매 그룹도 포함되어 있다. 따라서 틈에 맞지 않는 단백질은 가수분해되지 않는다. 이러한 특이성은 호르몬과 같은 다른 단백질의 무결성을 보존하므로 생물학적 시스템은 정상적으로 계속 기능한다.

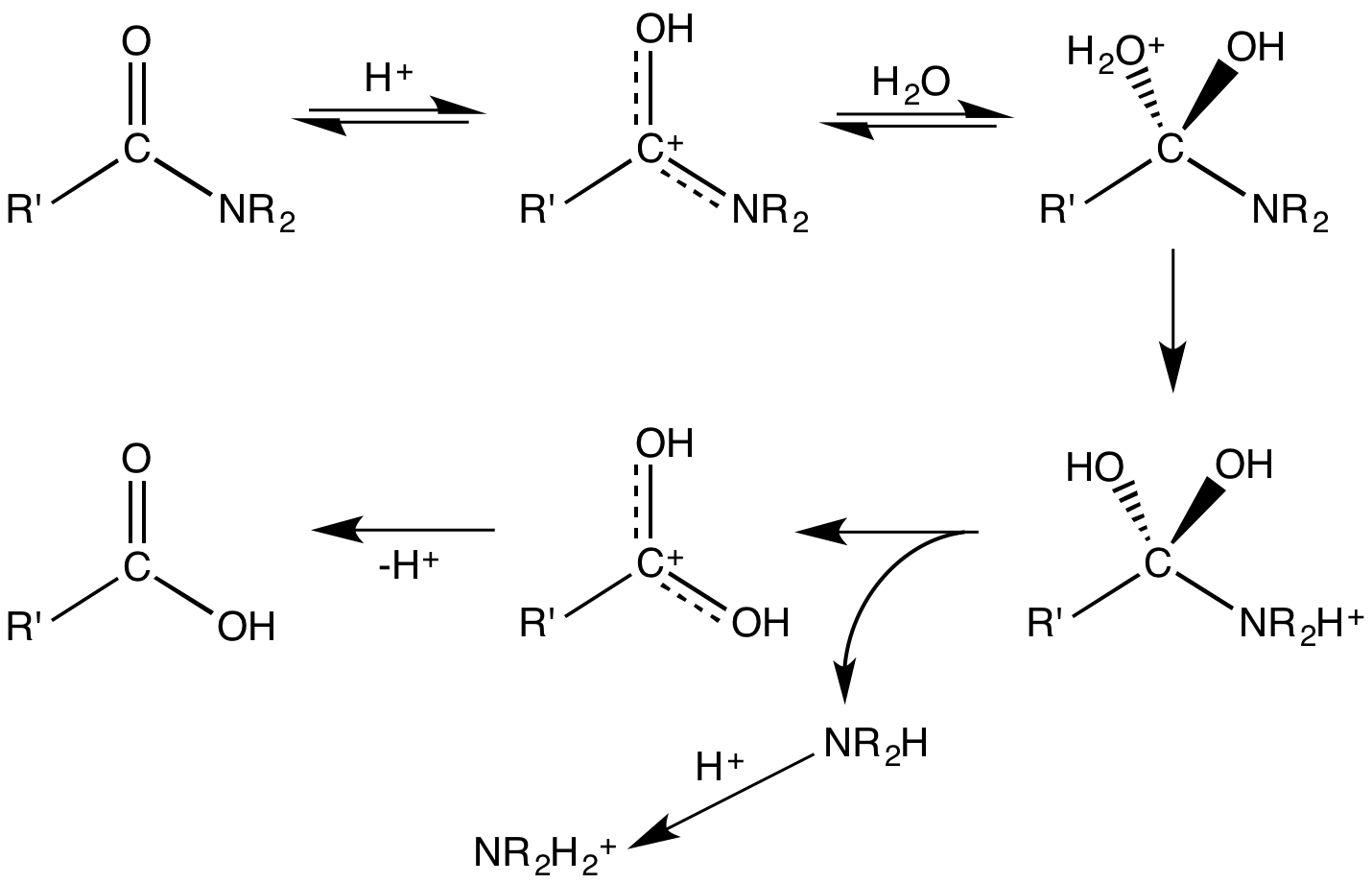
아마이드의 산 촉매 가수분해 메커니즘.

나일론 6,6과 같은 많은 폴리아마이드 중합체는 강산 존재 하에 가수분해된다. 이 과정은 탈중합으로 이어진다. 이러한 이유로 나일론 제품은 소량의 산성수에 노출될 때 파괴되어 고장난다. 폴리에스터 또한 유사한 고분자 분해 반응에 취약하다. 이 문제는 환경 응력 균열로 알려져 있다.

### ATP
가수분해는 에너지 대사 및 저장과 관련이 있다. 모든 살아있는 세포는 두 가지 주요 목적을 위해 지속적인 에너지 공급을 필요로 한다: 미세 및 거대 분자의 생합성, 그리고 세포막을 통한 이온 및 분자의 능동 수송. 영양소의 산화에서 얻은 에너지는 직접 사용되지 않고, 복잡하고 긴 반응 순서를 통해 특별한 에너지 저장 분자인 아데노신 삼인산(ATP)으로 전달된다. ATP 분자는 필요할 때 에너지를 방출하는 피로인산염 결합(두 인산 단위가 결합할 때 형성되는 결합)을 포함한다. ATP는 두 가지 방식으로 가수분해될 수 있다. 첫째, 말단 인산이 제거되어 아데노신 이인산(ADP)과 무기 인산이 형성되는 반응은 다음과 같다.
ATP + H
2O  →  ADP + P
i
둘째, 말단 이인산이 제거되어 아데노신 일인산(AMP)과 피로인산염을 생성한다. 후자는 일반적으로 두 구성 인산으로 추가 분해된다. 이는 일반적으로 사슬에서 발생하는 생합성 반응을 초래하며, 인산 결합이 가수분해되었을 때 합성 방향으로 유도될 수 있다.

### 다당류

수크로스. 글리코사이드 결합은 두 단당류 단위를 함께 연결하는 중앙 산소 원자로 표현된다.

단당류는 글리코사이드 결합으로 연결될 수 있으며, 이는 가수분해에 의해 분해될 수 있다. 이와 같이 연결된 두 개, 세 개, 여러 개 또는 많은 단당류는 각각 이당류, 삼당류, 소당류 또는 다당류를 형성한다. 글리코사이드 결합을 가수분해하는 효소를 "글리코시데이스" 또는 "글리코시다아제"라고 한다.
가장 잘 알려진 이당류는 수크로스(식탁 설탕)이다. 수크로스의 가수분해는 포도당과 과당을 생성한다. 인버타제는 수크로스를 소위 전화당으로 가수분해하는 데 산업적으로 사용되는 수크레이스이다. 락테이스는 우유 속 락토스의 소화성 가수분해에 필수적이다. 많은 성인 인간은 락테이스를 생성하지 않아 우유 속 락토스를 소화할 수 없다.
다당류를 가용성 설탕으로 가수분해하는 것을 당화라고 한다. 보리로 만든 맥아는 녹말을 이당류인 말토스로 분해하는 베타-아밀레이스의 공급원으로 사용되며, 이는 효모에 의해 맥주를 양조하는 데 사용될 수 있다. 다른 아밀레이스 효소는 녹말을 포도당 또는 소당류로 전환할 수 있다. 셀룰로스는 먼저 셀룰레이스에 의해 셀로비오스로 가수분해된 다음, 셀로비오스는 베타-글루코시다아제에 의해 포도당으로 추가 가수분해된다. 소와 같은 반추동물은 셀룰레이스를 생산하는 공생 박테리아 때문에 셀룰로스를 셀로비오스와 포도당으로 가수분해할 수 있다.

### DNA
DNA의 가수분해는 생체 내에서 상당한 속도로 일어난다. 예를 들어, 각 인간 세포에서 매일 2,000에서 10,000개의 DNA 퓨린 염기가 가수분해성 탈퓨린화로 인해 회전하며, 이는 대부분 특정 신속한 DNA 수선 과정에 의해 상쇄되는 것으로 추정된다. 정확하게 수선되지 못한 가수분해성 DNA 손상은 발암 및 노화에 기여할 수 있다.

### 금속 아쿠아 이온
금속 이온은 루이스 산이며, 수용액에서 M(H
2O)
nm+
의 일반식을 갖는 아쿠아 착이온을 형성한다. 아쿠아 이온은 어느 정도 가수분해된다. 첫 번째 가수분해 단계는 일반적으로 다음과 같다.
M(H
2O)
nm+
 + H
2O  ⇌  M(H
2O)
n-1(OH)(m-1)+
 + H
3O+

따라서 아쿠아 양이온은 브뢴스테드-로우리 산염기 이론 측면에서 산처럼 행동한다. 이 효과는 양전하를 띤 금속 이온의 유도 효과를 고려함으로써 쉽게 설명할 수 있는데, 이는 부착된 물 분자의 O−H 결합을 약화시켜 양성자 방출을 상대적으로 쉽게 만든다.
이 반응에 대한 산 해리 상수, pKa는 금속 이온의 전하 대 크기 비율과 거의 선형적으로 관련되어 있다. Na+
와 같이 전하가 낮은 이온은 거의 인지할 수 없는 가수분해를 일으키는 매우 약한 산이다. Ca2+, Zn2+, Sn2+ 및 Pb2+와 같은 큰 이가 이온은 pKa가 6 이상이며 일반적으로 산으로 분류되지 않지만, Be2+와 같은 작은 이가 이온은 광범위한 가수분해를 겪는다. Al3+ 및 Fe3+와 같은 삼가 이온은 아세트산과 비슷한 pKa를 갖는 약산이다. 물에 용해된 BeCl
2 또는 Al(NO
3)
3와 같은 염의 용액은 현저하게 산성이다. 이 가수분해는 르 샤틀리에의 원리에 따라 질산과 같은 산을 첨가하여 용액을 더 산성으로 만듦으로써 억제될 수 있다.
가수분해는 첫 단계를 넘어 진행될 수 있으며, 종종 올레이션 과정을 통해 다핵종이 형성된다. Sn
3(OH)2+
4와 같은 일부 "이국적인" 종은 잘 특성화되어 있다. 가수분해는 pH가 상승함에 따라 진행되는 경향이 있으며, 많은 경우 Al(OH)
3 또는 AlO(OH)와 같은 수산화물의 침전을 초래한다. 보크사이트의 주요 구성 성분인 이 물질들은 라테라이트로 알려져 있으며, 암석에서 알루미늄과 철 이외의 대부분의 이온이 용탈된 후 남은 알루미늄과 철의 가수분해에 의해 형성된다.

### 메커니즘 전략
아세탈, 이민 (화학), 그리고 엔아민은 산 촉매 조건 하에 과량의 물로 처리하여 케톤으로 다시 전환될 수 있다: RO·OR−H
3O−O; NR·H
3O−O; RNR−H
3O−O.

## 촉매 작용

### 산성 가수분해
산 촉매작용은 가수분해에 적용될 수 있다. 예를 들어, 셀룰로스 또는 녹말을 포도당으로 전환할 때. 카복실산은 에스터의 산성 가수분해를 통해 생성될 수 있다.
산은 나이트릴의 아마이드로의 가수분해를 촉매한다. 산성 가수분해는 일반적으로 수화 반응에서 유래할 수 있는 친전자성 첨가 반응에 의한 이중 또는 삼중 결합에 물의 원소를 산 촉매 첨가하는 것을 의미하지는 않는다. 산성 가수분해는 무기산의 도움으로 단당류를 제조하는 데 사용되지만 폼산과 트라이플루오로아세트산도 사용되어 왔다.
산성 가수분해는 헤미셀룰로스 및 셀룰로스의 사슬 간 결합을 끊기 위해 셀룰로스 물질의 전처리에서 활용될 수 있다.

### 염기성 가수분해
염기성 가수분해는 일반적으로 공격하는 친핵체가 수산화 이온인 친핵성 치환 반응의 유형을 의미한다. 가장 잘 알려진 유형은 비누화이다: 에스터를 카복실산염과 알코올로 분해하는 것. 에스터 가수분해에서 수산화 이온 친핵체는 카보닐 탄소를 공격한다. 이 메커니즘은 동위원소 표지 실험에 의해 지지된다. 예를 들어, 산소-18이 표지된 에톡시 그룹을 가진 프로피온산 에틸을 수산화 나트륨(NaOH)으로 처리하면, 산소-18은 프로피온산 나트륨 생성물에서 완전히 사라지고 오로지 형성된 에탄올에서만 발견된다.
이 반응은 고체 유기 물질을 용해시키는 데 자주 사용된다. 화학 배수구 세척제는 이 방법을 이용하여 파이프 내부의 머리카락과 지방을 용해시킨다. 이 반응은 또한 전통적인 매장 또는 화장 대신 인간 및 기타 동물의 유해를 처리하는 데 사용된다.

## 같이 보기
- 가수 분해 효소
- 수화 반응
- 아데노신 삼인산
- 이화작용
- 축합 반응 (Condensation reaction)
- 탈수 반응